# Julius Hartmann
Julius Hartmann, född 1821, död 1892, var en tysk militär.
Hartmann blev officer vid hannoveranska artilleriet 1839, övergick som major i preussisk tjänst 1867 och blev överste och regementschef 1871, generalmajor 1876 samt erhöll generallöjtnants avsked 1881. Hartmann deltog i 1848-49 års krig mot Danmark och 1866 års mot Preussen samt som artilleristabsofficer i 1870-71 års krig. Han har bland annat gett ut Erlebtes aus dem Kriege 1870/71 (1885) och Erinnerungen eines deutschen Offiziers 1848 bis 1871 (2 band, 1885).